# Emmanouil Argyropoulos
Emmanouil Argyropoulos (em grego: Εμμανουήλ Αργυρόπουλος; 1889 – 4 de abril de 1913) foi um pioneiro grego aviador do início do século XX. Além de ser o primeiro aviador grego a realizar um voo sobre sua terra natal, ele também se tornou a primeira baixa da aviação militar grega.

## Primeiro voo na Grécia
Argyropoulos, originalmente engenheiro civil, abandonou sua profissão e foi para Paris a fim de estudar aeronáutica. No final de janeiro de 1912, ele obteve sua licença de piloto e retornou à Grécia juntamente com um Nieuport IV.G particular de 50 hp. Em 8 de fevereiro de 1912, Argyropoulos se tornou o primeiro aviador grego a realizar um voo na Grécia, um evento amplamente comentado na imprensa local. Após decolar do distrito de Rouf, em Atenas, ele realizou um voo de 16 minutos sobre a cidade, incluindo um sobrevoo da Acrópole. Uma hora depois, fez um segundo voo, desta vez com o primeiro-ministro Elefthérios Venizélos como passageiro. Venizélos ficou entusiasmado com o conceito de guerra aérea e declarou que a Grécia deveria imediatamente tirar proveito dessa arma recém-inventada.

## Guerras Balcânicas e morte
Quando as Guerras Balcânicas começaram em outubro de 1912, ele se juntou à aviação militar com a patente de Tenente. Em 4 de abril de 1913, durante uma missão de reconhecimento, sua aeronave, um Blériot XI otomano capturado, caiu de uma altura de 600 m enquanto sobrevoava a região de Langadas próxima a Tessalônica. Tanto Argyropoulos quanto seu passageiro, o atleta e poeta Konstantinos Manos, morreram. Argyropoulos tornou-se, assim, a primeira perda da aviação militar grega, marcando o fim das atividades aéreas nas Guerras Balcânicas.